# Élections générales québécoises de 1936
L'élection générale québécoise de 1936 est tenue le 17 août 1936 afin d'élire les députés de la 20e législature à l'Assemblée législative de la province de Québec (Canada). Il s'agit de la 20e élection générale depuis la confédération canadienne de 1867. L'Union nationale, dirigé par Maurice Duplessis, remporte une victoire écrasante et forme un gouvernement majoritaire, mettant fin à 39 ans de règne libéral.

## Contexte
Le Parti libéral du Québec est au pouvoir depuis l'élection générale de 1897. Au cours de ces 39 ans, quatre chefs du Parti libéral se sont succédé au poste de premier ministre du Québec. Le principal parti de l'opposition, le Parti conservateur du Québec, ne réussit pas à constituer une réelle menace pour le parti au pouvoir.
La Grande Dépression est un facteur clé dans la défaite des libéraux. Lors de l'élection précédente, ils doivent affronter un parti adverse formé de leurs propres membres : l'Action libérale nationale, fondé par Paul Gouin, s'était détaché du Parti libéral pour protester contre sa façon de gérer la crise économique. Une alliance électorale conclue entre le Parti conservateur et l'ALN avait failli défaire le gouvernement libéral ; on appelait cette alliance, de façon officieuse, du nom d'« Union nationale ».
Le 7 mai 1936 s'ouvrent les sessions du Comité des comptes publics de l'Assemblée législative, convoqué par le chef de l'opposition Maurice Duplessis. Durant ces sessions, Duplessis attaque sans relâche la corruption et le gaspillage qui règnent semble-t-il au sein du gouvernement. Le 11 juin, coup de théâtre : le premier ministre Louis-Alexandre Taschereau démissionne et dissout l'Assemblée législative. C'est Adélard Godbout qui hérite du poste de premier ministre, et qui doit en toute hâte se préparer aux élections, déclenchées moins d'un an après l'élection générale de 1935.
Duplessis, chef du Parti conservateur, manœuvre habilement pour se débarrasser de Paul Gouin et fusionner le Parti conservateur et l'ALN ; le 20 juin, il fonde officiellement l'Union nationale.
Le jour du scrutin, la victoire de l'Union nationale est écrasante. Le parti rafle 76 circonscriptions ; le Parti libéral se retrouve avec seulement 14 sièges à l'Assemblée législative. Godbout, défait dans sa circonscription L'Islet, doit laisser le poste de chef de l'opposition à Télesphore-Damien (T.D.) Bouchard. Il reste cependant chef du Parti libéral.
Il s'agit de la première victoire électorale pour Maurice Duplessis. Il perdra l'élection suivante face à Godbout, mais reviendra par la suite pour quatre victoires majoritaires consécutives.

## Dates importantes
- 10 juillet 1936 : Émission du bref d'élection.
- 17 août 1936 : scrutin
- 7 octobre 1936 : ouverture de la session.

## Résultats
| Union nationale | Parti libéral du Québec |
| 76 sièges       | 14 sièges               |
| ^               |                         |
| majorité        |                         |

### Résultats par parti politique
| Partis | Partis                      | Chef                        | Candidats | Sièges | Sièges | Voix    | Voix   | Voix    |
| Partis | Partis                      | Chef                        | Candidats | 1935   | Élus   | Nb      | %      | +/-     |
| --- | --------------------------- | --------------------------- | --------- | ------ | ------ | ------- | ------ | ------- |
| | Union nationale             | Maurice Duplessis           | 90        | 42     | 76     | 323 812 | 56,9 % | +8,47 % |
| | Libéral                     | Adélard Godbout             | 89        | 48     | 14     | 227 860 | 40 %   | -6,80 % |
| | Libéral indépendant         | Libéral indépendant         | 11        | -      | -      | 9 746   | 1,7 %  | -2,31 % |
| | Union nationale indépendant | Union nationale indépendant | 4         | -      | -      | 2 522   | 0,4 %  | -       |
| | Communiste                  |                             | 4         | -      | -      | 1 849   | 0,3 %  | -       |
| | Commonwealth coopératif     |                             | 1         | -      | -      | 1 469   | 0,3 %  | -       |
| | Conservateur opposition     | Conservateur opposition     | 2         | -      | -      | 1 066   | 0,2 %  | -       |
| | Candidat du peuple          |                             | 1         | -      | -      | 470     | 0,1 %  | -       |
| | Ouvrier                     |                             | 1         | -      | -      | 79      | 0 %    | -0,41 % |
| | Indépendant                 | Indépendant                 | 2         | -      | -      | 452     | 0,1 %  | -0,05 % |
| Total | Total                       | Total                       | 205       | 90     | 90     | 569 325 | 100 %  |         |
| Le taux de participation lors de l'élection était de 78,2 % et 4 930 bulletins ont été rejetés. Il y avait 734 025 personnes inscrites sur la liste électorale pour l'élection. |                             |                             |           |        |        |         |        |         |

### Résultats par circonscription
- Abitibi : Émile Lesage (Union nationale)
- Argenteuil : Georges-Étienne Dansereau (Parti libéral)
- Arthabaska : Joseph-David Gagné (Union nationale)
- Bagot : Cyrille Dumaine (Parti libéral)
- Beauce : Raoul Poulin (Union nationale)
- Beauharnois : Delpha Sauvé (Union nationale)
- Bellechasse : Émile Boiteau Union nationale)
- Berthier : Cléophas Bastien (Parti libéral)
- Bonaventure : Henri Jolicoeur (Union nationale)
- Brome : Jonathan Robinson (Union nationale)
- Chambly : Hortensius Béique (Union nationale)
- Champlain : Ulphée-Wilbrod Rousseau (Union nationale)
- Charlevoix-Saguenay : Arthur Leclerc (Union nationale)
- Châteauguay : Auguste Boyer (Union nationale)
- Chicoutimi : Arthur Larouche (Union nationale)
- Compton : Payson Alton Sherman (Union nationale)
- Deux-Montagnes : Paul Sauvé (Union nationale)
- Dorchester : Joseph-Damase Bégin (Union nationale)
- Drummond : Joseph Marier (Union nationale)
- Frontenac : Patrice Tardif (Union nationale)
- Gaspé-Nord : Alphonse Pelletier (Union nationale)
- Gaspé-Sud : Camille-Eugène Pouliot (Union nationale)
- Gatineau : Georges-Adélard Auger (Union nationale)
- Hull : Alexandre Taché (Union nationale)
- Huntingdon : Martin Fisher (Union nationale)
- Iberville : Lucien Lamoureux (Parti libéral)
- Iles-de-la-Madeleine : Hormisdas Langlais (Union nationale)
- Jacques-Cartier : Anatole Carignan (Union nationale)
- Joliette : Antonio Barrette (Union nationale)
- Kamouraska : René Chaloult (Union nationale)
- Labelle : Albiny Paquette (Union nationale)
- Lac-Saint-Jean : Léonard Duguay (Union nationale)
- L'Assomption : Adhémar Raynault (Union nationale)
- Laval : François Leduc (Union nationale)
- Laviolette : Charles Romulus Ducharme (Union nationale)
- Lévis : Théophile Larochelle (Union nationale)
- L'Islet : Joseph Bilodeau (Union nationale)
- Lotbinière : Maurice Pelletier (Union nationale)
- Maisonneuve : William Tremblay (Union nationale)
- Maskinongé : Joseph-Napoléon Caron (Union nationale)
- Matane : Onésime Gagnon (Union nationale)
- Matapédia : Ferdinand Paradis (Union nationale)
- Mégantic : Tancrède Labbé (Union nationale)
- Missisquoi : François-Albert Pouliot (Union nationale)
- Montcalm : Maurice Tellier (Union nationale)
- Montmagny : Ernest Grégoire (Union nationale)
- Montmorency : Félix Roy (Union nationale)
- Montréal-Dorion : Grégoire Bélanger (Union nationale)
- Montréal-Laurier : Charles-Auguste Bertrand (Parti libéral)
- Montréal-Mercier : Gérard Thibeault (Union nationale)
- Montréal—Sainte-Anne : Francis Lawrence Connors (Parti libéral)
- Montréal—Saint-Georges : Gilbert Layton (Union nationale)
- Montréal—Saint-Henri : René Labelle (Union nationale)
- Montréal—Saint-Jacques : Henry Lemaître Auger (Union nationale)
- Montréal—Saint-Laurent : Thomas J. Coonan (Union nationale)
- Montréal—Saint-Louis : Peter Bercovitch (Parti libéral)
- Montréal—Sainte-Marie : Candide Rochefort (Union nationale)
- Montréal-Verdun : Pierre-Auguste Lafleur (Union nationale)
- Napierville-Laprairie : Philippe Monette (Union nationale)
- Nicolet : Émery Fleury (Union nationale)
- Papineau : Roméo Lorrain (Union nationale)
- Pontiac : Edward Charles Lawn (Parti libéral)
- Portneuf : Bona Dusseault (Union nationale)
- Québec-Centre : Philippe Hamel (Union nationale)
- Québec-Comté : Adolphe Marcoux (Union nationale)
- Québec-Est : Oscar Drouin (Union nationale)
- Québec-Ouest : Charles Delagrave  (Parti libéral)
- Richelieu : Célestin-Avila Turcotte (Parti libéral)
- Richmond : Albert Goudreau (Union nationale)
- Rimouski : Alfred Dubé (Union nationale)
- Rivière-du-Loup : Léon Casgrain (Parti libéral)
- Roberval : Antoine Castonguay (Union nationale)
- Rouville : Laurent Barré (Union nationale)
- Saint-Hyacinthe : Télesphore-Damien Bouchard (Parti libéral)
- Saint-Jean : Alexis Bouthillier (Parti libéral)
- Saint-Maurice : Marc Trudel (Union nationale)
- Saint-Sauveur : Pierre Bertrand (Union nationale)
- Shefford : Hector Choquette (Union nationale)
- Sherbrooke : John Samuel Bourque (Union nationale)
- Soulanges : Édouard Leduc (Union nationale)
- Stanstead : Rouville Beaudry (Union nationale)
- Témiscamingue : Nil-Élie Larivière (Union nationale)
- Témiscouata : Louis-Félix Dubé (Union nationale)
- Terrebonne : Hermann Barrette (Union nationale)
- Trois-Rivières : Maurice Duplessis (Union nationale)
- Vaudreuil : Dionel Bellemare (Union nationale)
- Verchères : Félix Messier (Parti libéral)
- Westmount : William Ross Bulloch (Union nationale)
- Wolfe : Henri Vachon (Union nationale)
- Yamaska : Antonio Élie (Union nationale)

## Sources
- Section historique du site de l'Assemblée nationale du Québec
- Jacques Lacoursière, Histoire populaire du Québec, t. 4 : 1896 à 1960, Sillery (Québec), Septentrion, 1997.
- Élection générale 17 août 1936 — QuébecPolitique.com